# فروتلاند (أيداهو)
فروتلاند (بالإنجليزية: Fruitland)‏ هي مدينة أمريكية تقع في ولاية أيداهو. ويبلغ عدد سكانها 4684 نسمة حسب إحصاء سنة 2010 م 4684.

## التركيبة السكانية
قام مكتب تعداد الولايات المتحدة بتحديد بيانات التركيبة السكانية لفروتلاند في تعداد الولايات المتحدة. في ما يلي، التركيبة السكانية حسب تعدادي 2000 و2010.

### تعداد عام 2000
بلغ عدد سكان فروتلاند 3,805 نسمة بحسب تعداد عام 2000، وبلغ عدد الأسر 1,378 أسرة وعدد العائلات 1,044 عائلة مقيمة في المدينة. في حين سجلت الكثافة السكانية 2,512.2 نسمة لكل ميل مربع (970.0/كم2). وبلغ عدد الوحدات السكنية 1,518 وحدة بمتوسط كثافة قدره 1,002.2 نسمة لكل ميل مربع (387.0/كم2).
وتوزع التركيب العرقي للمدينة بنسبة 87.70% من البيض و0.60% من الأمريكيين الأصليين و0.89% من الأمريكيين ذوي الأصول الآسيوية و0.03% من سكان جزر المحيط الهادئ و0.05% من الأمريكيين الأفارقة و2.71% من عرقين مختلطين أو أكثر.
بلغ عدد الأسر 1,378 أسرة كانت نسبة 40.6% منها لديها أطفال تحت سن الثامنة عشر تعيش معهم، وبلغت نسبة الأزواج القاطنين مع بعضهم البعض 58.1% من أصل المجموع الكلي للأسر، ونسبة 13.1% من الأسر كان لديها معيلات من الإناث دون وجود شريك، وكانت نسبة 24.2% من غير العائلات. وبلغ متوسط حجم الأسرة المعيشية 3.20، أما متوسط حجم العائلات فبلغ 2.76.
بلغ العمر الوسطي للسكان 31 عاماً. وكانت نسبة 31.9% من القاطنين تحت سن الثامنة عشر، وكانت نسبة 9.0% بين الثامنة عشر والأربعة وعشرون عاماً، ونسبة 27.6% كانت واقعةً في الفئة العمرية ما بين الخامسة والعشرين حتى الرابعة والأربعين عاماً، ونسبة 18.6% كانت ما بين الخامسة والأربعين حتى الرابعة والستين، ونسبة 12.9% كانت ضمن فئة الخامسة والستين عاماً فما فوق. يوجد لكل 100 أنثى 93.8 ذكر، ويوجد لكل 100 أنثى في الثامنة عشر من عمرها فما فوق 87.3 ذكر.
بلغ متوسط دخل الأسرة في المدينة 32,469 دولار، أما متوسط دخل العائلة فبلغ 36,614 دولار. وكان متوسط دخل الذكور 31,419 دولار مقابل 22,000 دولار للإناث. وسجل دخل الفرد الخاص بالمدينة 14,488 دولار. وكانت نسبة 8.3% من العائلات ونسبة 11.9% من السكان تحت خط الفقر،

### تعداد عام 2010
بلغ عدد سكان فروتلاند 4,684 نسمة بحسب تعداد عام 2010، وبلغ عدد الأسر 1,700 أسرة وعدد العائلات 1,243 عائلة مقيمة في المدينة. في حين سجلت الكثافة السكانية 2,100.4 نسمة لكل ميل مربع (811.0/كم2). وبلغ عدد الوحدات السكنية 1,836 وحدة بمتوسط كثافة قدره 823.3 لكل ميل مربع (317.9/كم2).
وتوزع التركيب العرقي للمدينة بنسبة 84.0% من البيض و1.0% من الأمريكيين الأصليين و1.1% من الأمريكيين ذوي الأصول الآسيوية و0.1% من سكان جزر المحيط الهادئ و0.5% من الأمريكيين الأفارقة و2.8% من عرقين مختلطين أو أكثر.
بلغ عدد الأسر 1,700 أسرة كانت نسبة 42.5% منها لديها أطفال تحت سن الثامنة عشر تعيش معهم، وبلغت نسبة الأزواج القاطنين مع بعضهم البعض 55.0% من أصل المجموع الكلي للأسر، ونسبة 12.8% من الأسر كان لديها معيلات من الإناث دون وجود شريك، بينما كانت نسبة 5.3% من الأسر لديها معيلون من الذكور دون وجود شريكة وكانت نسبة 26.9% من غير العائلات. وبلغ متوسط حجم الأسرة المعيشية 3.26، أما متوسط حجم العائلات فبلغ 2.76.
بلغ العمر الوسطي للسكان 32.7 عاماً. وكانت نسبة 31.7% من القاطنين تحت سن الثامنة عشر، وكانت نسبة 7.8% بين الثامنة عشر والأربعة وعشرون عاماً، ونسبة 25.4% كانت واقعةً في الفئة العمرية ما بين الخامسة والعشرين حتى الرابعة والأربعين عاماً، ونسبة 21.1% كانت ما بين الخامسة والأربعين حتى الرابعة والستين، ونسبة 13.9% كانت ضمن فئة الخامسة والستين عاماً فما فوق. وتوزع التركيب الجنسي للسكان بنسبة 48.8% ذكور و51.2% إناث.